# Фрадкін Бенціон Вульфович
Бенціо́н Ву́льфович Фра́дкін (*1870 — †1938) — єврейський поет, драматург і перекладач. Жив в Україні, писав переважно на івриті, також на їдиші та російською. Жертва сталінського терору.

## Біографія
Народився у 1870 році у містечку Вороніж Глухівського повіту Чернігівської губернії Російської імперії (нині — Сумська область України).
Жив в Конотопі, викладав в місцевій талмуд-торі і давав приватні уроки івриту. 
У 1908 році брав участь в нелегальному Всеросійському з'їзді вчителів івриту.
У 1919 році працював вчителем у єврейській школі в Дербенті.
Взимку 1938 року арештований. Звинувачений в тому, що з 1920 року був активним членом сіоністської терористичної групи, займався шпигунством і шкідництвом. Після жорстоких тортур — визнаний винним і засуджений до розстрілу. Розстріляний у 1938 році у Харкові.
Посмертно реабілітований.

## Творчість
Був знавцем і поціновувачем єврейського фольклору, добре грав на скрипці, писав музику на свої вірші.
В аматорському єврейському театрі Конотопа йшли його п'єси на їдиш. 
У 1908 році у Луганську вийшла друком п'єса Фрадкіна для дітей «Дмей Ханукка» («Хануккальні гроші»). 
У 1912 році у Варшаві вийшла друком актуальна для того часу повість «Ха-квалім» («Кайдани») — про повернення асимільованої єврейської молоді після поразки революції 1905 року до своїх національних витоків. 
У 1913 році у співавторстві з Ш. Айзіковим видав у Вільно «Російсько-єврейський кишеньковий словник» (на близько 25 тисяч слів). У тому ж році у Варшаві вийшла книга для дітей «Діврей агада» («Агадичні історії»). 
У 1927 році у Харкові видав останню в СРСР книгу на івриті («Алею 'асор» — «На десятиструнній арфі»), обсягом у десять сторінок і присвячену 10-й річниці жовтневого перевороту. Після цього видавався лише за кордоном — в США, Канаді, Польщі, Ерец-Ісраелі. Зокрема, у 1929 році у Тель-Авіві вийшов перекладений Фрадкіним на іврит роман радянського письменника Федора Гладкова «Цемент».
У листуванні з друзями повідомляв, що переклав на іврит оповідання Костянтина Федіна, Володимира Лідіна, Іллі Еренбурга, Ісака Бабеля, Олександра Купріна, Антона Чехова та інших, а також, що завершив роботу над першим томом історико-філософського дослідження «Юдаїзм» і склав оригінальний підручник граматики івриту. Але ці праці Фрадкіна зникли.
Під час Другої світової війни, коли німці наступали на Харків, родичі Фрадкіна, залишаючи місто, захопили з собою валізу з його уцілілими рукописами.
У 1994 році у Харкові в державному видавництві «Прапор»  — на основі збережених у онуки Фрадкіна, Лії Михайлівни Ковальчук, рукописів — вийшов збірник віршів Фрадкіна на івриті «Хазара» («Повернення»), до якого увійшло близько 100 поезій, написаних Фрадкіним переважно у 1920-1930-х роках. Це — перша книга на івриті, видана на території колишнього СРСР після 1927 року. На Фрадкіні офіційна друкована івритська художня література в СРСР у 1927 року перервалася, з його ж ім'ям—  відродилася, у 1994 році.